# Ayoub Saadaoui
Ayoub Saadaoui (14 dicembre 1994) è un giocatore di calcio a 5 francese.

## Carriera
Originario di Orly, Saadaoui si forma sportivamente nel calcio per adattarsi solo in seguito al calcio a 5. Sebbene non eccella a livello tecnico, generosità e grinta lo rendono un calcettista prezioso nell'equilibrio delle squadre. Saadaoui ha disputato la Coppa del Mondo 2024 con la Nazionale maschile di calcio a 5 della Francia.

## Palmarès
- Coppa di Francia: 1
Sporting Parigi: 2018-2019
- Campionato francese: 1
Sporting Parigi: 2021-2022